# Daniel Popescu
Daniel Popescu (Reşita, Rumania, 1 de julio de 1983) es un gimnasta artístico rumano, subcampeón del mundo en 2007 en la prueba de salto de potro.

## Carrera deportiva
En los JJ. OO. de Atenas 2004 gana el bronce en el concurso por equipos, tras Japón y Estados Unidos. Sus compañeros de equipo fueron: Marian Drăgulescu, Dan Nicolae Potra, Răzvan Dorin Șelariu, Ioan Silviu Suciu y Marius Daniel Urzică.
En el Mundial de Stuttgart 2007 gana la plata en salto de potro, quedando tras el polaco Leszek Blanik (oro) y por delante del norcoreano Ri Se-Gwang (bronce).